# Poker menteur
Pour les articles homonymes, voir Poker et Menteur.
 (février 2019).
Si vous disposez d'ouvrages ou d'articles de référence ou si vous connaissez des sites web de qualité traitant du thème abordé ici, merci de compléter l'article en donnant les références utiles à sa vérifiabilité et en les liant à la section « Notes et références ».
Le poker menteur est un jeu de dés fondé sur le bluff qui se joue à partir de 2 joueurs, mais qui trouve son piment à partir de 5 joueurs.
Ce jeu est apparenté à des jeux de dés d'origine sud-américaine : le Dudo et le Perudo dans une variante avec la main en commun.

## Matériel

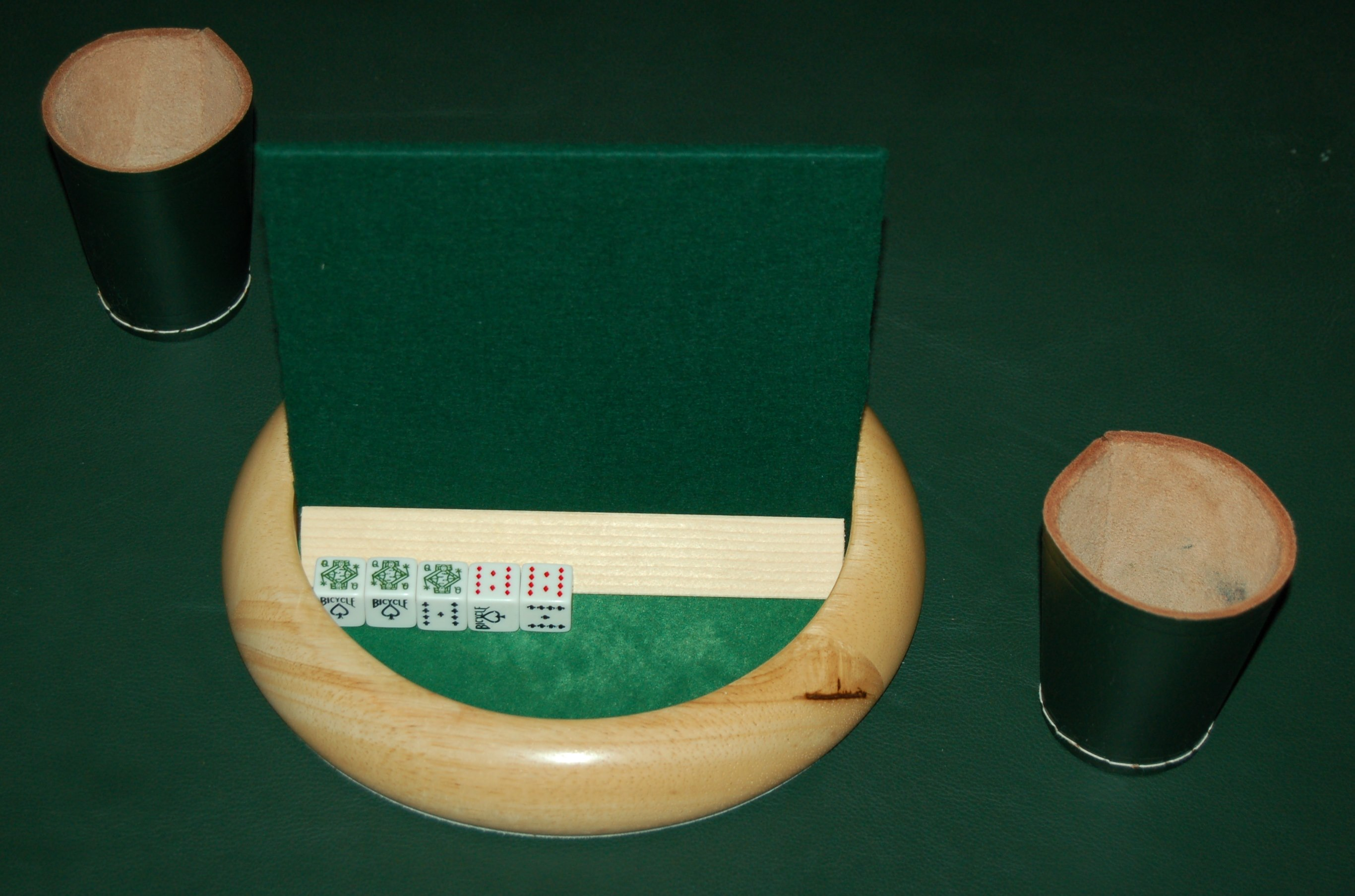
Matériel d'un jeu de poker menteur lancé derrière un écran, celui de la version à main « individuelle ».

- 5 dés de poker (As, Roi, Dame, Valet, 10 et 9) ou 5 dés classiques (6, 5, 4, 3, 2 et 1);
- 1 gobelet opaque suffisamment grand pour contenir les 5 dés;
- 1 plateau de jeu circulaire.

## Règles
Le but du jeu est de ne pas perdre les manches en faisant monter les enchères à chaque tour. C'est un jeu d'enchères et de bluff, chaque manche se termine par un perdant (menteur) qui prend 1 point. Le premier joueur à atteindre 5 points est éliminé.
Chaque joueur forme une main avec des combinaisons identiques au jeu de poker.
À chaque tour de jeu, le joueur (receveur) reçoit le plateau du joueur précédent (parieur) avec des dés sous le gobelet (cachés) et d'autres découverts. Le parieur annonce sa main en passant le plateau à son voisin. Le nombre de dés découvert et cachés est à la convenance du parieur et a une grande influence sur le bluff.
Le joueur qui reçoit la main (receveur), doit l'accepter ou la refuser. 
- S'il la refuse il déclare « menteur » et découvre l'intégralité de la main. 
  - Si la main est supérieure ou égale à l'annonce, le receveur a perdu et prend 1 point.
  - Si la main est plus faible que l'annonce, c'est le parieur qui prend 1 point. Le perdant reprend la partie en choisissant le sens de jeu.
- S'il accepte la main, il devra la passer à son voisin avec une annonce supérieure. Pour ce faire il peut rejouer chaque dé une seule fois, dans l'ordre qu'il veut et conserver les dés qui l'intéressent pour augmenter la main reçue.
- Si le receveur accepte la main et ne regarde pas les dés cachés il peut passer la main à son voisin sans rien rejouer mais en annonçant tout de même une main supérieure. Par contre s'il regarde les dés cachés, il doit rejouer au moins 1 dé avant de faire son annonce.

Lorsque l'on joue un ou plusieurs dés on peut les jouer découverts (sur le tapis) ou cachés (sous le gobelet). Les dés peuvent être lancés 1 par 1 ou plusieurs en même temps tout dépend de la stratégie adoptée. La règle fondamentale est que chaque dé ne peut être lancé qu'une seule fois. On peut sortir des dés de sous le gobelet pour les jouer à découvert. On peut aussi cacher des dés découverts avant le 1er lancé. Pour éviter la triche les dés joués à découvert ne peuvent être replacés sous le gobelet, ils restent découverts.
Une fois la main constituée, le joueur (parieur) passe le plateau a son voisin (receveur) en annonçant plus haut que la main précédente et ainsi de suite jusqu'à ce qu'un joueur refuse la main.
Lorsqu'une quinte de 6 (ou d'As) est annoncée, il est impossible de faire une main supérieure. Si le joueur accepte la main, il doit réaliser une autre quinte de 6 (en rejouant tous les dés) en 5 coups. S'il y parvient, la partie est arrêtée et reprend sans que quiconque perde de vie. S'il échoue, il perd une vie. Il existe une variante qui permet de jouer les quintes plus facilement (voir plus bas).
On peut annoncer une main plus faible que celle réalisée, dans ce cas si le joueur suivant refuse la main, c'est lui qui perd.

## Premier tour
Lors du premier tour de jeu (et après chaque fin de tour), le joueur perdant reprend la partie en rejouant tous les dés (avec des dés cachés et découverts à sa convenance). Il choisit aussi le sens du jeu en passant la main à son voisin de droite ou de gauche. À ce moment il est le seul à pouvoir annoncer « rien » comme main de départ.

## Les mains (combinaisons)
De la plus faible à la plus forte :
| Combinaison                       | Description            | Remarque                                    | Exemple |
| --------------------------------- | ---------------------- | ------------------------------------------- | ------- |
| Rien (ou néant)                   | aucune combinaison     | très rare, seulement possible au 1er joueur |         |
| Paire (ou doublé)                 | 2 dés identiques       |                                             |         |
| Double paire (ou double doublé)   | 2 paires               |                                             |         |
| Brelan (ou Triplette)             | 3 dés identiques       |                                             |         |
| Petite suite                      | (1, 2, 3, 4 et 5)      | certains ne les jouent pas                  |         |
| Grande suite                      | (2, 3, 4, 5 et 6)      | certains ne les jouent pas                  |         |
| Full                              | un brelan et une paire |                                             |         |
| Carré (ou Losange)                | 4 dés identiques       |                                             |         |
| Quinte (ou Quintessence ou Poker) | 5 dés identiques       |                                             |         |

L'annonce est très importante (seule l'annonce orale du parieur compte, pas les dés). Si un joueur annonce un brelan par exemple sans plus de précision, le joueur suivant pourra annoncer un brelan de 2 puisque l'annonce ne précisait ni la nature, ni ce qui accompagnait le brelan. Sans annonce spécifique, il s'agit alors toujours du plus faible (soit un brelan de 1, accompagné d'un 2 et d'un 3).
De même un brelan de 2 avec un 5 est supérieur à un brelan de 2 avec un 4 ou qu'un brelan de 2 sans précision.
Exemples :
- annoncer une paire, signifie :      (1 1 2 3 4)
- annoncer un brelan de 2, signifie :      (2 2 2 1 3)
- annoncer un brelan de 2 avec un 5, signifie :  (2 2 2 5 1)
- annoncer un full, signifie :      (1 1 1 2 2)
- annoncer un full des 4 par les 2, signifie :      (4 4 4 2 2)

## Bluff
Le poker menteur est un jeu de bluff et prend rapidement son piment lorsque les joueurs comprennent comment bluffer. 
On peut annoncer une main totalement différente (mais plus faible pour ne pas prendre de risque) de celle réalisée. Si le joueur suivant joue le jeu, son voisin risque fort d'être surpris.
Du fait des systèmes d'échelle des annonces, on peut favoriser l'acceptation du joueur suivant en annonçant une main plus facile à dépasser. Ainsi si le joueur a accepté un brelan de 4, il peut passer à son voisin un carré (sans préciser la valeur) ce qui laissera plus de chance à celui-ci et donc favorisera l'acceptation. En effet si le receveur accepte un simple carré, il pourra au pire, en rejouant 1 dé, annoncer un carré de 4.
Le jeu induit rapidement une certaine « collaboration » de bluff avec ses voisins.
Le placement à la table a donc une certaine importance.

## Exemple
Note : les dés cachés sous le gobelet sont indiqués entre parenthèses.
Ainsi : (  )   indique que sous le gobelet on a une paire de 2 et un 3 et à découvert une paire de 1.
- Le premier joueur (A) lance les dés (2 à découvert et 3 sous le gobelet) et fait : (  )  
  - il annonce « une paire » (sans précision).
- Le joueur suivant (B) accepte et décide de rejouer simplement le 1 découvert, il obtient : (  )  
  - Il décide ensuite de rejouer le 2 caché à découvert (pour conserver les autres cachés), il obtient : ( )   
  - Il annonce « une paire de 5 » (il annonce moins que son vrai jeu pour bluffer le joueur d'après son voisin)
- Le joueur suivant (C) accepte et décide logiquement de rejouer le 3 découvert, il obtient : ( )   
  - Il annonce « 2 paires avec un 2 »
- Le joueur suivant (D) accepte et décide logiquement de rejouer le 2 découvert, il obtient : ( )   
  - Il annonce un « Full des 5 par les 4 »
- Le joueur suivant (E) refuse et dit « menteur » et découvre le jeu :  full il y a bien, et le receveur perd 1 vie. C'est à lui de relancer une partie.

## Variantes
Il existe une variante qui introduit une règle spéciale pour la quinte. Une fois la quinte annoncée, le joueur qui accepte celle-ci doit effectuer une quinte supérieure : très difficile en un coup. On permet alors au joueur de tenter celle-ci en 5 fois (et en conservant les dés intéressants), les 3 premiers coups à découverts et les 2 derniers cachés. 
De même on considère qu'une quinte réussie en 4 coups est plus forte qu'une quinte en 5 coups.
Certains joueurs n'utilisent pas les suites. Les suites « cassent » le jeu, car pour suivre il faut annoncer une quinte : très difficile. En même temps c'est une annonce bluffante quand elle se produit.
Certains joueurs arrêtent la partie dès qu'un joueur est éliminé. En effet, plus on est nombreux, plus le jeu est intéressant. À 2 joueurs, le bluff ne joue plus.
Si un joueur est absent lorsque c'est son tour, il est supposé accepter la main et annoncer la main immédiatement supérieure. S'il 'accepte' une paire de 3, l'annonce sera une paire de 3 avec un 2 (puisqu'une paire de 3 signifie par défaut une paire de 3 avec un 1).
Dans certaines parties on accepte les annonces du type « mieux », ce qui implique que l'on monte à la main immédiatement supérieure. Ce type d'annonce implique plus d'attention des joueurs car on s'interdit bien sur de répéter l'annonce initiale, ce qui peut mettre en difficulté un joueur inattentif.
Il existe une variante qui interdit de mentir au premier tour.